# Litopus halli
Litopus halli là một loài bọ cánh cứng trong họ Cerambycidae.